# Charles Gomien
Charles Gomien, né à Villers-lès-Nancy le 15 avril 1808 et mort le 12 avril 1876 dans le 8e arrondissement de Paris, est un artiste peintre portraitiste français.

## Biographie
Il entra à l’école des Beaux-Arts de Paris en 1828. Il fut l’élève de Louis Hersent et Paul Delaroche. Il exposa au Salon de Paris de 1831 à 1875 et connut un très grand succès en tant que portraitiste des plus illustres familles françaises sous Louis-Philippe, puis Napoléon III. En 1846, il demeurait 79, rue Saint-Lazare, dans le quartier de la Nouvelle Athènes où de nombreux artistes avaient élu domicile à l’époque romantique. Il exécuta aussi quelques miniatures mais c’est son frère Paul Gomien (Villers-lès-Nancy, 1799 - Paris, 1846) élève de Mansion, qui brilla dans cette spécialité. Charles Gomien peignait « en grand ».

## Quelques œuvres de Charles Gomien

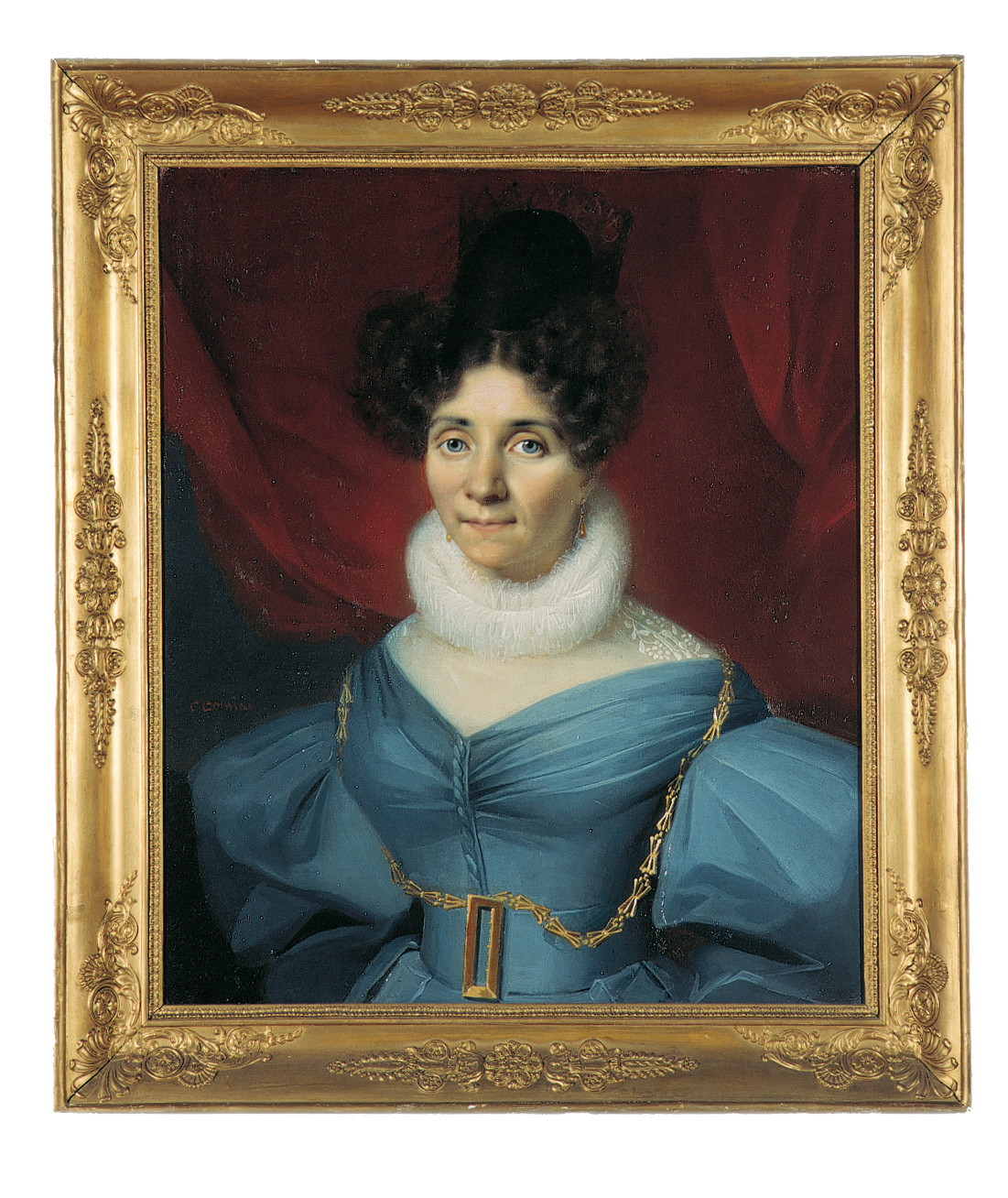
Portait d’une dame en robe de soie grise ornée
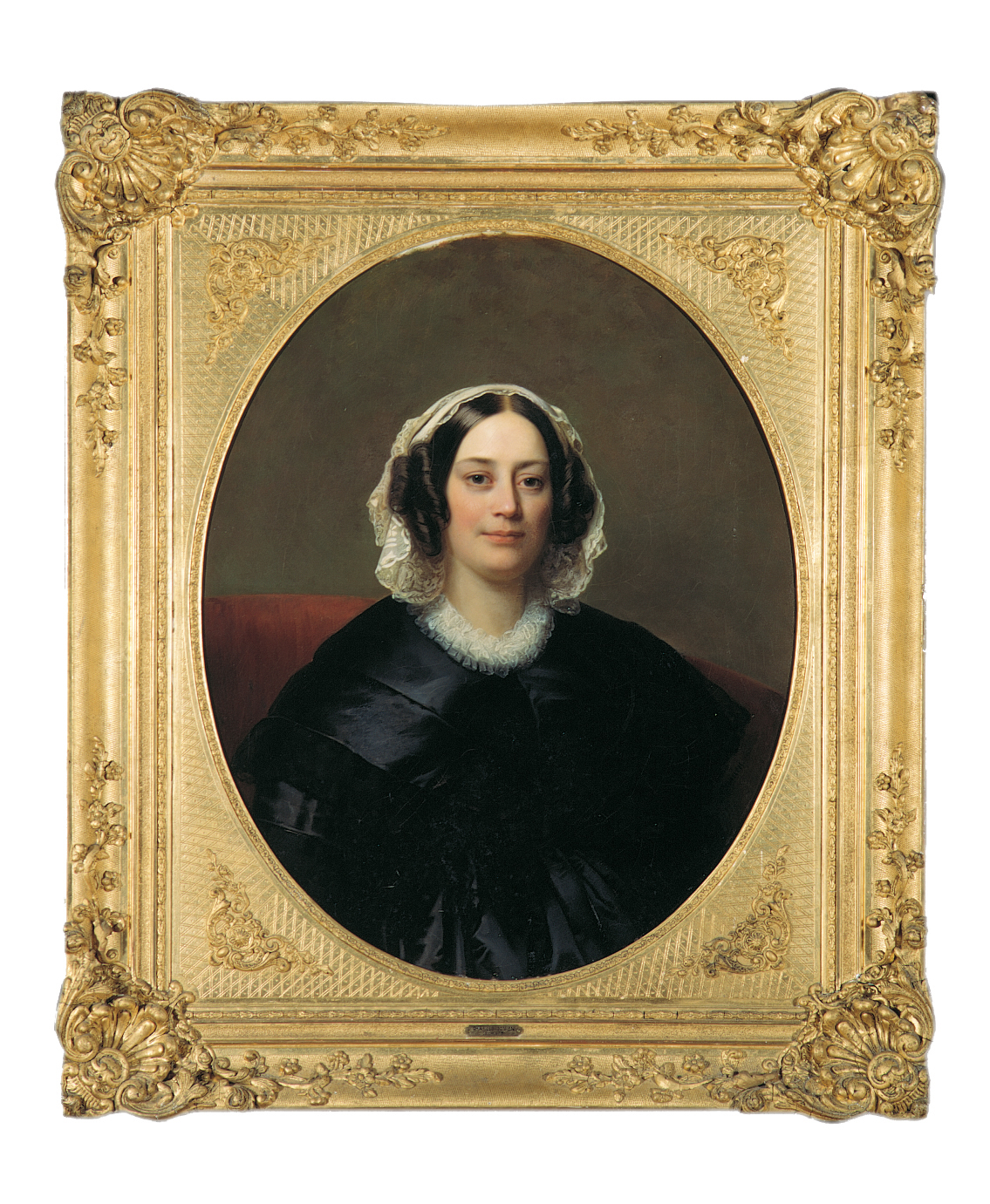
Portait de la comtesse d'Imécourt, née Albertine de Sainte-Aldegonde
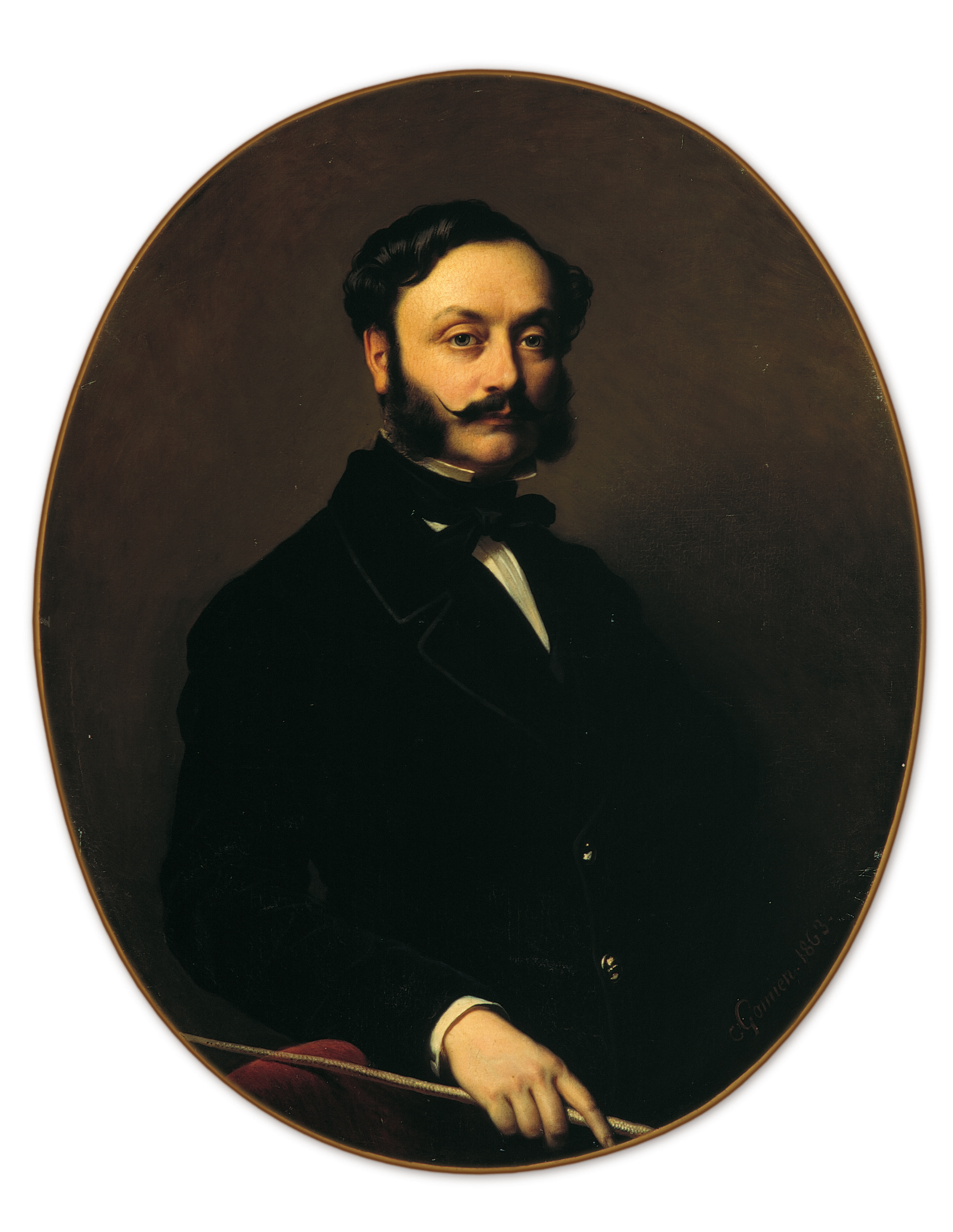
Portait du comte Adolphe de Rougé
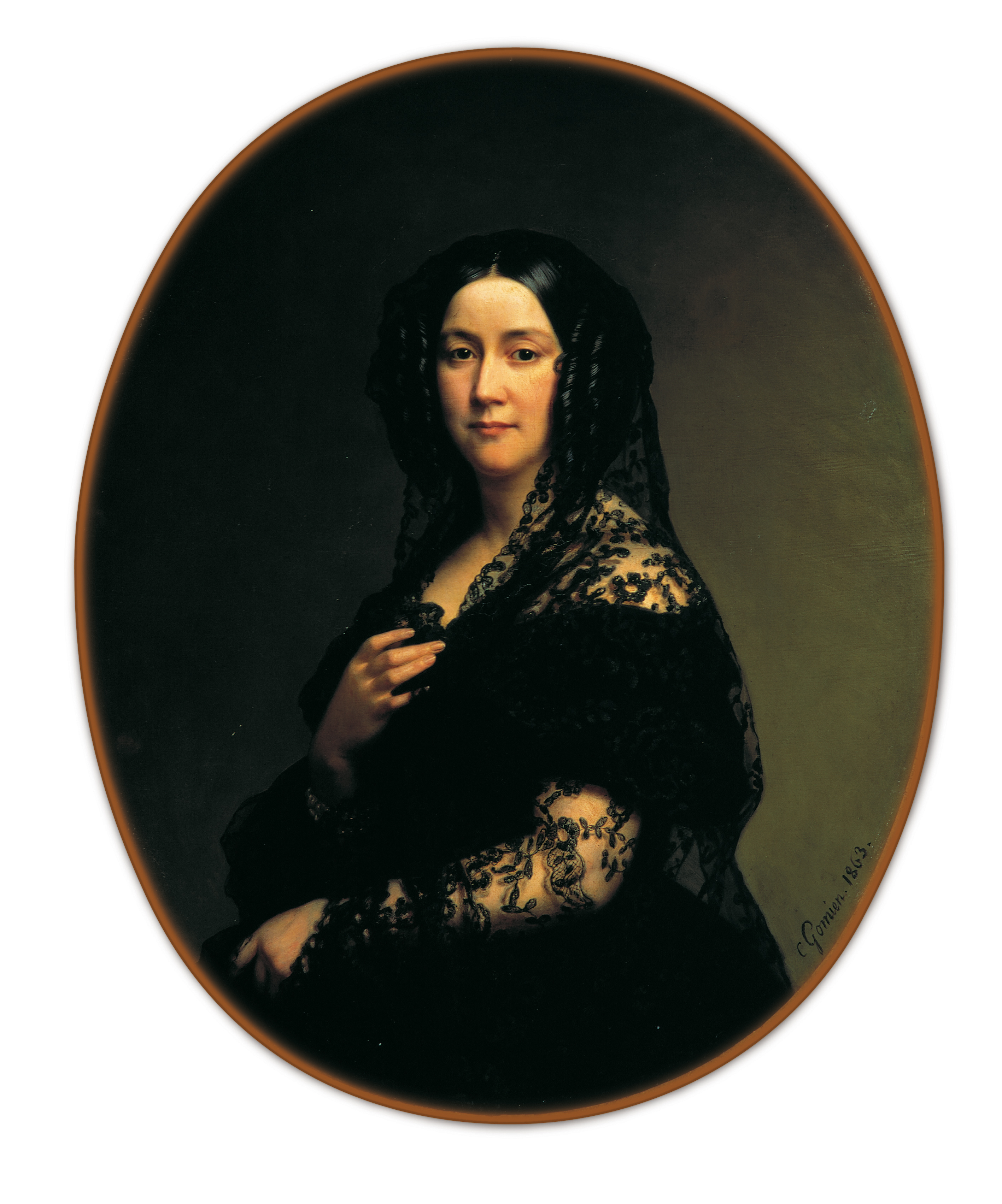
Portait de la comtesse Adolphe de Rougé

## Acte de naissance de Charles Gomien
« Ce Jourd’huy Seize avril Mil huit Cent huit à onze heures du matin, Pardevant nous maire et officier de l’Etat civil de la Commune de Villers les nancy Est Comparu Nicolas Gomien, rentier résidant aud.[it] Villers âgé de Cinquante ans le quel nous a Présenté un Enfant du Sexe Masculin Né hier à une heure du matin de lui, Déclarant avec Louise Chardin Son Epouse et au quel Il a Déclaré Vouloir Donner le Prénom de Charles.

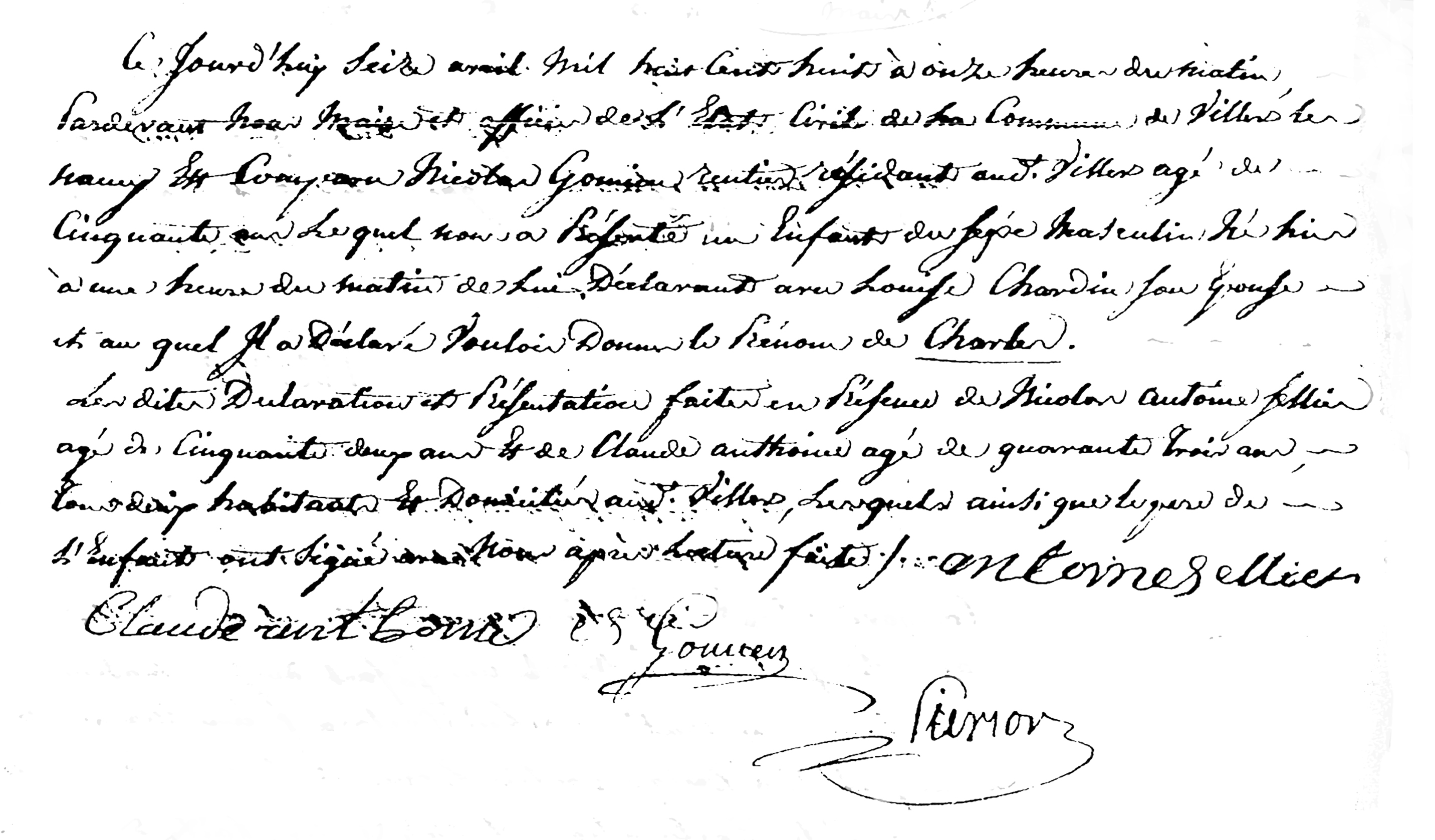
Acte de naissance de Charles Gomien

Les dites Déclaration et Présentation faites en Présence de Nicolas antoine Sellier âgé de Cinquante deux ans et Claude anthoine âgé de quarante trois ans, tous deux habitants et Domicilés aud.[it] Villers, lesquels ainsi que le pere de l’Enfant ont Signé avec nous après lecture faite. »

## Exposition

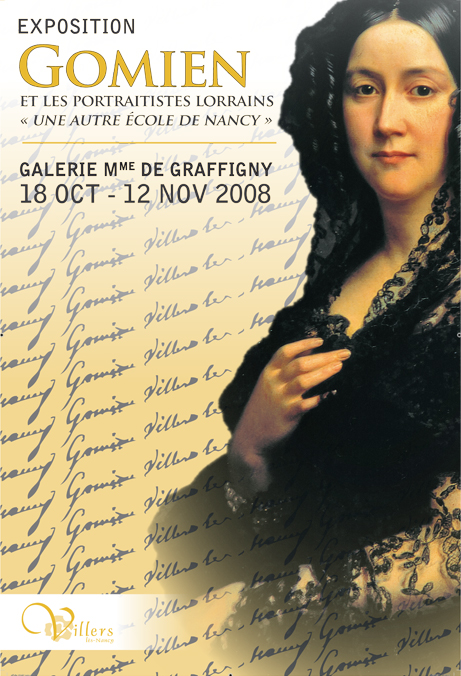
Affiche de l'exposition de 2008

Une exposition à Villers-lès-Nancy lui a été consacrée du 18 octobre au 12 novembre 2008.